# Hypatia (planeta)
Hypatia (Jota Draconis b) – planeta typu jowiszowego odkryta 8 stycznia 2002 roku. Krąży wokół gwiazdy Jota Draconis (Edasich). Jej masa jest co najmniej 8,82 razy większa od masy Jowisza.

## Nazwa
Nazwa własna planety, Hypatia, została wyłoniona w 2015 roku w publicznym konkursie. Hypatia z Aleksandrii była astronomką, matematyczką i filozofką z początku V wieku n.e. Nazwę planety zaproponowało koło studenckie „Hypatia” z Uniwersytetu Madryckiego (Hiszpania). Wcześniej w użyciu były nazwy jota Draconis b, HIP 75458 b oraz HD 137759 b, wywodzące się od oznaczenia gwiazdy.